# Горбутанский овраг
Горбута́нский овраг — малая река в районе Орехово-Борисово Южное Южного административного округа Москвы, левый приток Кузнецовки в Зябликовском лесопарке. Точное происхождение названия неизвестно, вероятно гидроним связан с географическим термином «горб» в значении «холм, бугор, гора».
Длина реки составляет 800 метров, постоянного течения не имеет. Водоток проходит в глубоком овраге между МКАД и Гурьевским проездом на восток, после чего впадает в Кузнецовку.